# NGC 7371
NGC 7371 é uma galáxia espiral barrada (SB0-a) localizada na direcção da constelação de Aquarius. Possui uma declinação de -11° 00' 02" e uma ascensão recta de 22 horas, 46 minutos e 03,6 segundos.
A galáxia NGC 7371 foi descoberta em 28 de Novembro de 1785 por William Herschel.